# Deksyty
Deksyty (deutsch Dixen) ist ein Dorf in der polnischen Woiwodschaft Ermland-Masuren. Es gehört zur Landgemeinde Górowo Iławeckie (Landsberg) im Powiat Bartoszycki (Kreis Bartenstein) – bis 1945 zum Kreis Preußisch Eylau in Ostpreußen.

## Geographische Lage
Deksyty liegt am Flüsschen Elm (polnisch Elma) im Nordwesten der Woiwodschaft Ermland-Masuren, 15 Kilometer südlich der heute auf russischem Hoheitsgebiet gelegenen früheren Kreisstadt Preußisch Eylau (russisch Bagrationowsk) bzw. 16 Kilometer westlich der jetzigen Kreismetropole Bartoszyce (deutsch Bartenstein).

## Geschichte
Erstmals urkundlich erwähnt wurde das kleine Dorf Dixen im Jahre 1339. 1874 wurde die Landgemeinde Dixen in den neu errichteten Amtsbezirk Worienen (polnisch Woryny) im ostpreußischen Kreis Preußisch Eylau, Regierungsbezirk Königsberg, eingegliedert. 176 Einwohner zählte Dixen im Jahre 1910.
Am 30. September 1928 erweiterte sich die Landgemeinde Dixen um die Landgemeinde Weskeim (polnisch Weskajmy), die eingemeindet wurde. Am 16. Januar 1929 wurde die Exklave Biother Wald aus der Landgemeinde Dixen in die Landgemeinde Peisten im Amtsbezirk Groß Peisten umgegliedert, und am 27. Juni 1929 wurden Teile des Landgemeinde Eichhorn (polnisch Wiewiórki) nach Dixen umgegliedert.
Am 14. Mai 1930 wurde der Amtsbezirk Eichhorn gebildet, in den Dixen umgegliedert wurde, und dem es bis 1945 zugehörte. 1933 zählte Dixen 226 Einwohner, 1939 waren es 222.
In Kriegsfolge wurde 1945 das gesamte südliche Ostpreußen an Polen abgetreten. Dixen erhielt in diesem Zusammenhang die polnische Namensform „Deksyty“ und ist heute eine Ortschaft im Verbund der Gmina Górowo Iławeckie (Landgemeinde Landsberg) im Powiat Bartoszycki (Kreis Bartenstein), von 1975 bis 1998 der Woiwodschaft Olsztyn, seither der Woiwodschaft Ermland-Masuren zugeordnet. Im Jahre 2021 zählte Deksyty 58 Einwohner.

## Religion
Die überwiegend evangelische Bevölkerung Dixens war bis 1945 in das Kirchspiel der Kirche Eichhorn (polnisch Wiewiórki) in der Kirchenprovinz Ostpreußen der Kirche der Altpreußischen Union eingepfarrt.
Die fast ausnahmslos römisch-katholische Einwohnerschaft von Deksyty ist der Pfarrkirche in Górowo Iławeckie (Landsberg) zugeordnet, die zum Erzbistum Ermland gehört.

## Verkehr
Deksyty liegt an einer Nebenstraße, die bei Wiewiórki von der polnischen Woiwodschaftsstraße 512 (hier im Abschnitt der einstigen deutschen Reichsstraße 124) abzweigt und über Weskajmy (Weskeim) bis nach Piaseczno (Sieslack) führt. Eine Bahnanbindung besteht nicht.